# Higgins Industries
Higgins Industries Inc. var ett amerikanskt verkstadsföretag som producerade fartyg, flygplan, helikoptrar m.m. Företaget grundades av Andrew Higgins under 1930 och kom att expandera mycket kraftigt under Andra världskriget för att sedan drabbas av diverse problem efter kriget. Efter Higgins död 1952 kvarstod företaget som ett självständigt sådant till 1959 då det förvärvades av New York Ship. Slutgiltigt nedlades företaget 1975.
1938 hade företaget en fabrik med 75 anställda, 1943 hade detta växt till 7 fabriker med sammanlagt 25 000 anställda. Företaget var sällsynt för sin tid i och med att kvinnor och afroamerikaner anställdes med samma lön och villkor som vita män. Mest känd bland företagets produkter torde den så kallade Higginsbåten, en landstigningsbåt som producerades under andra världskriget i stort antal, vara. Bland andra världskrigsproduktioner märks Landing Craft Mechanized (LCM) i varianterna LCM-3 och LCM-6.